# 894-я вертолётная эскадрилья разведки и связи
894-я вертолётная эскадрилья разведки и связи (сербохорв. 894. helikopterska eskadrila za izviđanje i vezu / 894. хеликоптерска ескадрила за извиђање и везу) — эскадрилья военно-воздушных сил и войск ПВО СФРЮ. Образована в 1952 году на аэродроме Боронгай (Загреб) как эскадрилья связи 5-й военной области (сербохорв. Eskadrila za vezu 5. vojne oblasti / Ескадрила за везу 5. војне области).

## История
Эскадрилья образована 1 февраля 1952 года в соответствии с приказом от 17 декабря 1951 года. Подчинялась 5-му военному округу. Была оснащена различными учебными самолётами и самолётами связи. Преобразована в эскадрилью связи 5-го авиационного командования (сербохорв. Eskadrila za vezu 5. vojne oblasti / Ескадрила за везу 5. војне области) в 1959 году. Позже сменила аэродром Боронгай на аэродром Плесо в качестве постоянной базы. К апрелю 1961 года согласно плану «Дрвар» по реорганизации югославских ВВС была введена новая система кодовых обозначений, вследствие чего эскадрилья стала называться 894-й эскадрильей авиационной связи.
На её вооружении были самолёты связи «Икарус Курир» югославского производства. В мае 1961 года 894-ю эскадрилью перевели в состав 111-го полка вспомогательной авиации, а в 1964 году она перебазировалась на аэродром Лучко; в 1968 году была расформирована. Приказом от 18 августа 1981 года на загребском аэродроме Плесо было образовано 894-е вертолётное отделение (сербохорв. 894. helikoptersko odeljenje / 894. хеликоптерско одељење), вошедшее в состав 5-й армии как подразделение воздушной разведки и связи. На его вооружении были вертолёты Soko SA.341 Gazelle, производившиеся в Югославии по лицензии. В соответствии с приказом от 1 марта 1985 года в дальнейшем отделение носило название 894-я вертолётная эскадрилья разведки и связи. В 1988 году после реорганизации полевых армий 894-я эскадрилья была укомплектована дополнительным вертолётным отделением с люблянского аэропорта Брник (ранее известное как 897-я вертолётная эскадрилья разведки и связи.
894-я вертолётная эскадрилья разведки и связи участвовала в Десятидневной войне в Словении. 27 июня 1991 года она потеряла вертолёт Gazelle, который был сбит бойцами Территориальной обороны Словении из ПЗРК «Стрела-2» над люблянским районом Рожна-Долина. По официальной версии, в результате крушения погибли командир экипажа капитан 1-го класса Тони Мрлак (словен. Toni Mrlak) и старший сержант Боянчо Сибиновский (сербохорв. Bojančo Sibinovski), которые стали первыми военными, погибшими в ходе Десятидневной войны и югославских войн вообще. Позже выяснилось, что Мрлак всего лишь пытался доставить запасы хлеба для югославских солдат. В дальнейшем эскадрилья участвовала в боях в Словении и Хорватии.
В 1991 году Верховное командование ВВС СФРЮ перебазировало 894-ю эскадрилью на авиабазу Желява под Бихачем, чтобы личный состав и техника не были уничтожены или захвачены хорватскими войсками. В том же году эскадрилья была расформирована, а её личный состав и техника были разделены как между ВВС Югославии, так и Вооружёнными силами Республики Сербская Краина.

## В составе
- 5-й военный округ (1952—1959)
- 5-е авиационное командование[англ.] (1959—1961)
- 111-й полк вспомогательной авиации[англ.] (1961—1968)
- 5-я армия (1981—1991)

## Предыдущие наименования
- Эскадрилья связи 5-го военного округа (1952—1959)
- Эскадрилья связи 5-го авиационного командования (1959—1961)
- 894-я эскадрилья авиационной связи (1961—1968)
- 894-е вертолётное отделение (1981—1985)
- 894-я вертолётная эскадрилья разведки и связи (1985—1991)

## Авиабазы
- Боронгай[англ.] (1952—1959)
- Плесо (1959—1964)
- Лучко[англ.] (1959—1968)
- Плесо (1981—1991)
- Желява (1991)

## Авиапарк
- По-2 (1952—1959)
- УТ-2 (1952—1956)
- Zlin 381[англ.] (1952—1959)
- Капрони Булгарски КБ-11 Фазан[англ.] (1952—1959)
- UTVA Аеро 3[англ.] (1959—1961)
- Икарус Курир[англ.] (1955—1968)
- Soko SA.341 Gazelle Hera (1981—1991)